# هروب وإجلاء المدنيين الألمان خلال نهاية الحرب العالمية الثانية
تم تأجيل الإجلاء الألماني من وسط وشرق أوروبا قبل تقدم الجيش الأحمر في الحرب العالمية الثانية حتى اللحظة الأخيرة. أعدت السلطات الألمانية خططًا لإجلاء الأشخاص من المناطق التي تسيطر عليها ألمانيا النازية في وسط وشرق أوروبا، بما في ذلك من الأراضي الشرقية السابقة لألمانيا بالإضافة إلى الأراضي المحتلة، فقط عندما كانت الهزيمة حتمية، مما أدى إلى فوضى عارمة. بدأت عملية الإجلاء في معظم المناطق التي تحتلها النازية في يناير 1945، عندما كان الجيش الأحمر يتقدم بسرعة باتجاه الغرب.
حتى مارس 1945، كانت السلطات النازية قد أخلت من المناطق الشرقية (ألمانيا قبل الحرب وبولندا والمجر ورومانيا ويوغوسلافيا) ما يقدر بنحو 10 إلى 15 مليون شخص lk الألمان وكذلك مواطني الدول الأخرى. على أراضي ألمانيا التي أعطاها ستالين لبولندا بعد الحرب، كان هناك 10 ملايين نسمة في 1944/1945، بما في ذلك 7.3 مليون من السكان الدائمين أي Reichsdeutsche (بما في ذلك مليون من اصل بولندي نجوا من الطرد، و6.3 مليون أصل ألماني)، بالإضافة إلى الأراضي الألمانية التي سيتم إجلاؤها، كان 2.5 مليون مسافر يتألفون من 1.5 مليون شخص تم إجلاؤهم من غارات القصف من قلب ألمانيا النازية ومليون عامل من العبيد من العديد من الجنسيات يقومون بصناعة منتجات لأوستي وورش التسليح الألمانية.
حدد المؤرخون البولنديون عدد «الألمان» في أوائل عام 1945 على الأراضي التي ضمتها بولندا بعد الحرب ب12،339,400 (8,885,400 على الأراضي الألمانية ما قبل الحرب، و670،000 من بولندا ما قبل الحرب؛ 900,000 من الألمان العرقيين أعيد توطينهم في بولندا؛ 750,000 من الموظفين الإداريين و1134000 من الذين تم إجلاؤهم من غارات القصف. جنبا إلى جنب مع المدنيين الألمانية الأصلية، وكذلك تم إخلاء فولكس دويتشه من الشرق (أي الناطقين باللغة الألمانية) أو فروا.  استقرت معظم فولكس دويتشه المتأثرة في بولندا المحتلة قبل مارس 1944. لقد استولوا على المزارع ومنازل البولنديين الذين أزيلوا قسراً (أو أُعدموا) أثناء عمليات التطهير العرقي في السنوات السابقة. وفي الوقت نفسه، يقدر أيضًا عدد الألمان العائدين من الرايخ الذين فروا شرقًا مؤقتًا خوفًا من القصف البريطاني والأمريكي لوسط ألمانيا بين 825000  و 1134000.
بصرف النظر عن إخلاء المدنيين، قام الألمان أيضًا بإجلاء سجناء معسكرات الاعتقال النازية من المؤسسات التي يسيطر عليها المكتب الرئيسي الاقتصادي والإداري لشوتزشتافل،  الذين أجبروا على المشي إلى الحدود النمساوية والألمانية مع اقتراب السوفييت من الشرق. تم إخلاء معسكرات شوتزشتافل الألمانية، حيث اقتربت الحرب من نهايتها، حيث أرسل 250,000 رجل وامرأة على الأقل في مسيرات الموت التي بدأت في مارس وأبريل 1945. استمرت بعض تلك المسيرات إلى المراكز الجغرافية لألمانيا والنمسا لعدة أسابيع، مما تسبب في مقتل الآلاف على طول الطريق.
الإحصائيات التي تتناول عمليات الإخلاء غير مكتملة، وهناك شك في أن التقديرات دقيقة بسبب الأجواء التي سادت فترة الحرب الباردة، عندما تعاملت معها حكومات مختلفة لتتناسب مع الروايات الإيديولوجية. وفقًا لتقديرات حديثة في ألمانيا، ربما يكون ما يصل إلى ستة ملايين ألماني قد فروا أو تم إجلاؤهم من المناطق الواقعة شرق خط أودر-نايسه قبل أن يسيطر الجيش الأحمر والجيش الشعبي البولندي الذي يسيطر عليه الاتحاد السوفيتي على كامل أراضي بولندا بعد الحرب.  تمكنت خدمة البحث في ألمانيا الغربية من تأكيد مقتل 86,860 مدنياً بسبب النقل والإجلاء من تلك المناطق.

## نظرة عامة

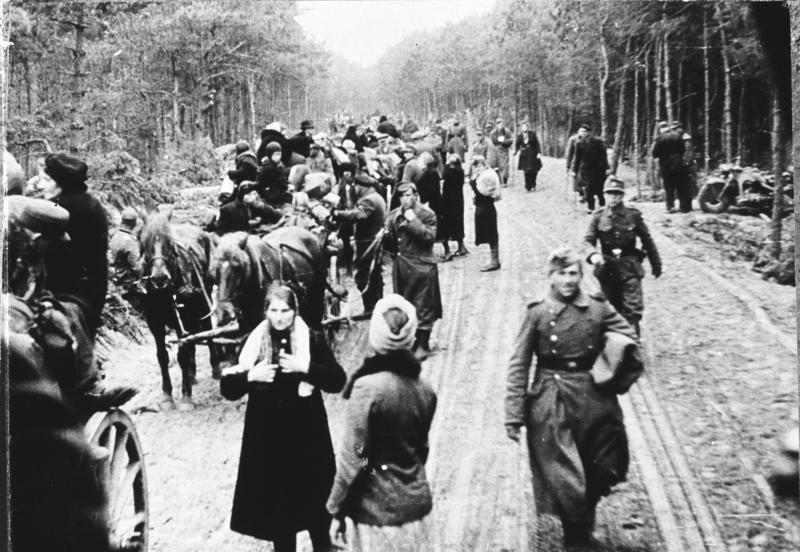
اللاجئون والجنود الألمان بالقرب من برونسبيرج (برانيو) بروسيا الشرقية، فبراير 1945

خطط لإجلاء الناطقين باللغة الألمانية غربا من أوروبا الشرقية بما في ذلك من المدن والبلدات في الأراضي الشرقية السابقة لألمانياالنازية أعدت من قبل السلطات النازية المختلفة في نهاية الحرب. ووفقا لشهادة ما بعد الحرب قدمت في عام 1947 من قبل الحاكم النازي وارسو، غروبنفهرر لودفيغ فيشر: «في حوالي منتصف شهر أغسطس [1944] غاولايتر - رايخسجاو فارتيلاند (بولندا الكبرى). طوال الوقت الذي كان القتال مستمرًا، هرب غريزر ليس فقط البنزين، ولكن كل ما بوسعه.»  في أواخر عام 1944، قام غاولايتر من دانزيغ - بروسيا ألبرت فورستر بإعداد خطة الإخلاء الخاصة به والتي يطلق عليها «فال إيفا» لإخلاء البضائع الثقافية والإستراتيجية من المنطقة وفقًا لسياسة «الأرض المحروقة». من أواخر عام 1944 وحتى مايو 1945، مر 682363 لاجئًا و109،337 جنديًا و292،294 جريحًا عبر الموانئ البحرية في دانزيج وجدينيا وعبر شبه جزيرة هيل.
قدر المسؤولون النازيون أنه في فبراير 1945 كان هناك عشرة ملايين لاجئ في طريقهم للهروب من التقدم الروسي. وفقًا للمؤرخين هان وهان، لم تلعب الاعتبارات الإنسانية دورًا في تخطيط الإجلاء النازي، واعتبر النازيون أن إخلاء جميع السكان أمر غير ممكن وأنه كان من الأفضل أن يبقى السكان في الأراضي التي يحتلها السوفيت. من قبل معظم الحسابات الجارية بالاعتماد على البحوث التي أجريت في بولندا، وتصل حتى نهاية الحرب تم اجلاء 7494000 شخصا من الأراضي البولندية بعد الحرب إلى وسط ألمانيا بما في ذلك 3218000 من سيليسيا، 2053000 من بروسيا الشرقية، 1081000 من الشرق بوميرانيا، 330000 من شرق براندنبورغ، و812،000 من الحكومة العامة.  من بينهم، كان هناك 2,000,000 ألماني تم إجلاؤهم، أو تم إعادة توطينهم أثناء الحرب في بولندا المحتلة، والذين استولوا على منازل البولنديين الذين خضعوا لعمليات تطهير عرقي في السنوات السابقة.  قبل نهاية الحرب، قدر عدد الألمان الذين تم إجلاؤهم من تشيكوسلوفاكيا بما يتراوح بين 150,000 و370،000. من المجر 50000-60000؛ من رومانيا 100,000؛ من يوغوسلافيا من 200000 إلى 300000 ومن الاتحاد السوفيتي 324000. حسب المصادر، تراوح العدد الإجمالي بين 10 و15 مليون شخص.  عاد العديد من الذين تم إجلاؤهم خلال الحرب إلى منازلهم في الشرق بعد مايو 1945؛ فقط لنقلها إلى ألمانيا في السنوات التالية.  قدرت لجنة شيدر الألمانية الغربية استنادًا إلى بيانات بطاقة الحصص الألمانية من فبراير / مارس 1944 أن إجمالي السكان الألمان المدنيين (des deutschen Bevölkerungsstandes) شرق خط أودر-نايسه كان 11,924,000 في نهاية عام 1944. بما في ذلك 9758000  في الأراضي الألمانية قبل الحرب؛ 134,000 في منطقة ميمل 404,000 في دانزيغ و 1602,000 في الأراضي البولندية المحتلة. ووفقا لحسابات شيدر المدرجة في مجموع السكان المدنيين هي 825,000 اجلو نحو الشرق لتفادي غارات الحلفاء الجوية و1174000 الألمان الإمبراطوريون وإعادة المستوطنين من الدول الأوروبية الأخرى. يقدر شيدر أنه من بين 11.9 مليون نسمة في أواخر عام 1944 شرق خط أودر - نايسه في نهاية الحرب ظل 4.4 مليون في الأراضي البولندية. البحث الأكثر حداثة في بولندا يضع الألمان في خريف عام 1944 على الأراضي البولندية الحالية في 12393900 بما في ذلك 88985400 على الأراضي الألمانية ما قبل الحرب ودانزيغ؛ 670,000 في الأراضي البولندية المحتلة؛ 900000 مستوطن من دول أوروبية أخرى؛ تم إخلاء 750,000 من مسؤولي الاحتلال الألمان و1134،000 شخصًا شرقًا لتجنب الغارات الجوية من قبل الحلفاء  وفقًا لروديجر أوفرمانز، تمكنت خدمة البحث الألمانية الغربية من تأكيد مقتل 93,283 مدنياً بسبب رحلة الإجلاء والإخلاء، بما في ذلك 86,860 شخصًا من أراضي المنطقة الحالية بولندا ومنطقة كالينينغراد الروسية. ووفقًا للمحفوظات الفيدرالية الألمانية، فقد قتل ما يتراوح بين 100000 و120.000 مدني خلال رحلة الحرب والإجلاء من المنطقة الواقعة شرق خط أودر نايسه.
ومع ذلك، في معظم الحالات، تأخر تنفيذ الخطط إلى أن تقدمت قوات الحلفاء بالفعل في المناطق التي سيتم إخلاؤها، أو تم حظرها تمامًا بواسطة الجهاز النازي. على الرغم من التقدم السريع للجيش الأحمر، فقد حظرت السلطات الألمانية في العديد من المناطق مغادرة مكان الإقامة دون تصريح وسبب وجيه رسميًا. بقي ملايين الألمان في هذه المناطق إلى أن غمرتهم ظروف القتال، كنتيجة مباشرة لكل من التدابير الوحشية التي اتخذها النازيون في نهاية الحرب ضد أي شخص حتى يشتبه في المواقف «الهزيمة» (مثل اقتراح الإخلاء) وتعصب العديد من الموظفين النازيين في دعمهم الطائش لأوامر «لا تراجع» عديمة الفائدة. عندما أعطت السلطات الألمانية الناس في النهاية أمرًا بمغادرة منازلهم، كانت وسائل النقل المتاحة (مثل القطارات والسفن) غير كافية، مما أجبر الكثيرين على ترك معظم ممتلكاتهم ورائهم. تضمنت أول حركة جماعية للمدنيين الألمان في المناطق الشرقية كلا من الطيران العفوي والإخلاء المنظم ابتداء من صيف عام 1944 واستمرت حتى ربيع عام 1945. 
تم إجلاء حراس وسجناء مخيم مايدانيك اعتبارًا من 1 أبريل 1944. ومع ذلك بدأت معظم جهود الإخلاء في يناير 1945، عندما كانت القوات السوفيتية بالفعل على الحدود الشرقية لألمانيا الكبرى، بما في ذلك أكبر مسيرات الموت.

## التنفيذ

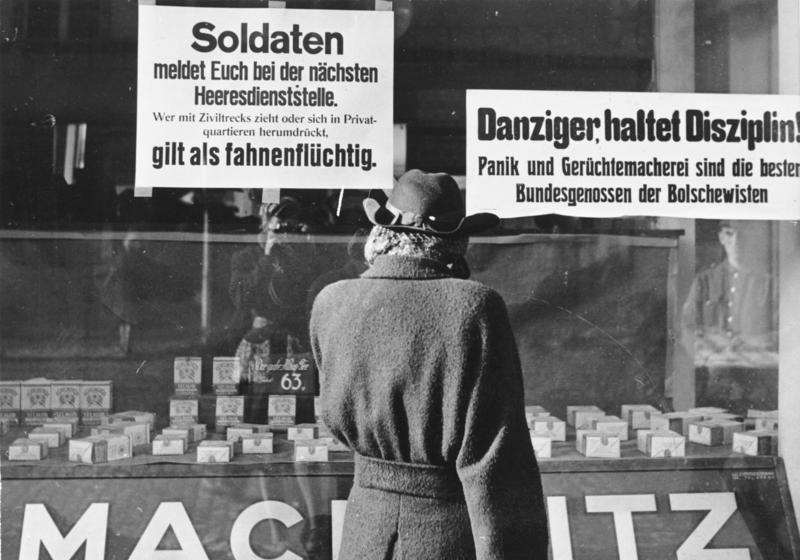
ملصقات الشوارع الألمانية في دانزيغ مع اقتراب الجيش الأحمر، محذرة الجنود من أن الفرار مع المدنيين سيعاملون كفارين من الخدمة.

أول فولكس دويتشه يخرج من الأراضي الروسية كان ألمان البحر الأسود وأولئك من لينينغراد. تم إعادة توطينهم و/ أو إجلاؤهم بالفعل في 1942-1943، جزئياً إلى بولندا الكبرى (ثم رايخسجاو فارتيلاند) وجزئيًا إلى ألمانيا.  في ديسمبر 1943 مدينة بيردوشيف أخليت من قبل الألمان الرايخ، والألمانية فولكس دويتشه ووكالات الحكومة المدنية، حكومة البلاد، والسكان القادرين على العمل. بسبب أحكام اتفاقية يالطا، كان يتعين على جميع المواطنين السوفيت في ألمانيا في نهاية الحرب إعادتهم إلى أوطانهم. حوالي 200000 من الألمان السوفيت، الذين أعيد توطينهم خلال الحرب في بولندا على يد النازيين، تم ترحيلهم من قبل القوات السوفيتية وأرسلوا إلى المستوطنات القسرية في الاتحاد السوفيتي في سيبيريا وآسيا الوسطى  من سلوفاكيا 70,000 - 120,000 ألماني تم إجلاؤهم في نهاية عام 1944 وبداية عام 1945. ذعر مئات الآلاف من الألمان العرقيين وهربوا إلى الغرب عام 1945، وخاصة من بروسيا الشرقية، في محاولة للبحث عن الأمان داخل أجزاء من ألمانيا لم تحتل بعد. نشرت الدعاية النازية على نطاق واسع تفاصيل الأعمال الوحشية السوفيتية، مثل مذبحة نمرسدورف في أكتوبر 1944، في محاولة لتعزيز الروح المعنوية الألمانية. شجعت آلة الدعاية السوفيتية (بما في ذلك ايليا Ehrenburg) موقفا قاسيا والانتقام من الألمان. أثناء تقدمه نحو الغرب، ارتكب جنود الجيش الأحمر مجموعة متنوعة من الأعمال الوحشية، أبرزها الاغتصاب والتشويه والقتل والنهب.

## بروسيا الشرقية
خطط الإخلاء لبروسيا الشرقية كانت جاهزة في النصف الثاني من عام 1944. كانت تتألف من خطط عامة وتعليمات محددة لكل مدينة على حدة. الخطط لم تشمل الناس فقط ولكن أيضا الصناعة والثروة الحيوانية. كان من المخطط إجراء عملية الإخلاء في ثلاث موجات: أولهما في يوليو وأكتوبر 1944، عندما كان من المفترض أن يتم إخلاء حوالي 25٪ من السكان البالغ عددهم 2.6 مليون نسمة، معظمهم من كبار السن والنساء والأطفال، إلى بوميرانيا وساكسونيا.

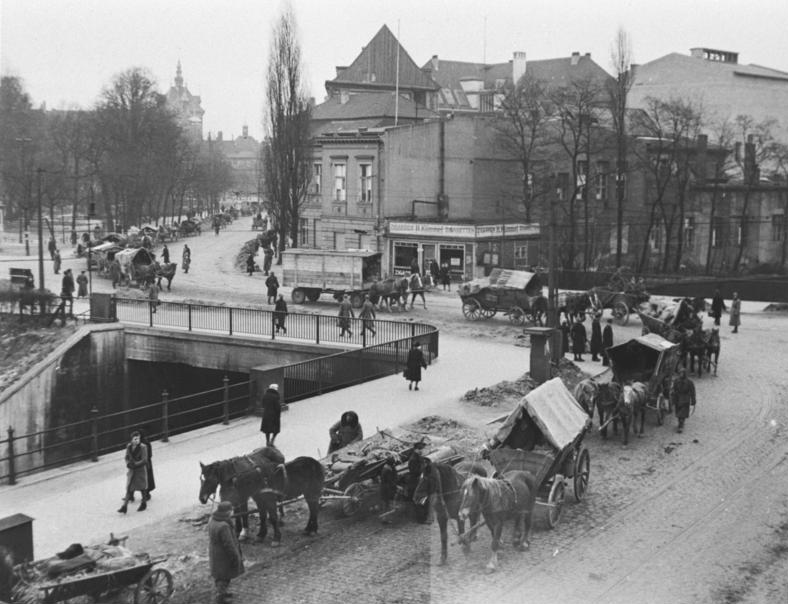
المدنيون يفرون من دانزيغ، 20 أو 21 فبراير 1945

في الواقع تم إجلاء سكان ميميل شرق نهر نيمان إلى الأجزاء الغربية من بروسيا الشرقية في أواخر صيف 1944. في 7 أكتوبر 1944، كانت تلك المنطقة هي الجزء الوحيد من بروسيا الشرقية الذي تم إجلاؤها بالكامل. في 16 أكتوبر 1944، وصل الجيش الأحمر إلى الأراضي الألمانية لأول مرة في الحرب العالمية الثانية في الجزء الجنوبي من بروسيا الشرقية بالقرب من غوسيف، حيث قابل المدنيين الألمان وارتكب مذبحة نمرسدورف. بعد أن نجح الفيرماخت في استعادة أجزاء كبيرة من الإقليم، وافق " إريتش كوخ" شرق بروسيا بشكل جزئي على طلبات الفيرماخت وأعطى الإذن بإخلاء قطاع صغير من 30كم مباشرة وراء الخط الأمامي. تم إرسال المدنيين من تلك المنطقة إلى الأجزاء الشمالية من بروسيا الشرقية.
حدثت الموجة الثالثة من الإخلاء في يناير 1945، عندما كان هجوم بروسيا الشرقية قيد التقدم بالفعل. في حين أن السلطات النازية نشرت الإيمان بالنصر النهائي، فإن أي مبادرات فردية تنطوي على إخلاء قد تم وصفها بأنها انحرافية. غادر معظم المدنيين منازلهم قبل ساعات من اجتياح وحدات الجيش الأحمر لهم، وكثيراً ما شاركوا مباشرة في القتال. في الوقت نفسه، كان الممثلون النازيون، مثل غوليتر كوخ الذي أعد زورقين بخاريين في ميناء بيلاو لاستخدامه الشخص، أول من فر إلى الغرب. بعد أن وصل الجيش الأحمر إلى ساحل بحيرة فيستولا بالقرب من البينج في 23 يناير 1945، وقطع الطريق البري بين بروسيا الشرقية والأراضي الغربية،  كانت الطريقة الوحيدة للمغادرة هي عبور بحيرة فيستولا المجمدة ومحاولة للوصول إلى ميناء دانزيج (غدانسك) أو غدينغن (غدينيا)، يتم إجلاؤهم بواسطة السفن المشاركة في عملية هانيبال. اتبعت هذه المرحلة من الإخلاء طريقين رئيسيين: غربًا، باتجاه دانزيج وبوميرانيا، وفي اتجاه الشمال باتجاه ميناء كونيغسبرغ وبيلاو. فر حوالي 450,000 ألماني من شرق بروسيا على بحيرة فيستولا المجمدة ثم تم إجلاؤهم على متن سفينة من مدن ميناء البلطيق.
في يناير 1945، قُتل حوالي 3000 سجين في معسكرات بروسيا الشرقية التابعة لمعسكر الاعتقال شتوتوف في مذبحة بالمنكن ‏.
وفقا لأرقام ألمانيا الغربية من السكان الناطقين باللغة الألمانية قبل الحرب (deutschsprachige Bewohner) في بروسيا الشرقية من 2,473,000؛ 511000 قتلوا أو فقدوا (بينهم 210,000 عسكري). توفي حوالي 301,000 مدني بسبب رحلة الحرب وطردهم بعد الحرب. في المجموع، تمكن حوالي 120000 شخص من الفرار إلى ألمانيا، في حين بقي حوالي 800000 شخص قبل الحرب في بروسيا الشرقية اعتبارًا من صيف عام 1945. يتنازع على عدد الوفيات المؤرخ إنغو هار الذي أكد أن الحكومة الألمانية الغربية تضخمتها خلال الحرب الباردة،  أشار هار إلى أن خدمة البحث في ألمانيا الغربية كانت قادرة على تأكيد وفاة 123,360 مدنيًا في بروسيا الشرقية بسبب رحلة الحرب وطردهم بعد الحرب

## بوميرانيا
تأخر إخلاء بوميرانيا. ومما زاد الأمر تعقيدًا تدفق الألمان الذين تم إجلاؤهم من شرق بروسيا. في نهاية فبراير 1945، أمرت السلطات بتعليق الإخلاء. أدى هذا التأخير إلى إغلاق طرق الإخلاء البري من قبل القوات السوفيتية والبولندية المتقدمة. تم إعلان كووبجك، الميناء الرئيسي داخل الجيب الذي تسيطر عليه ألمانيا، Festung وأصبح مركزًا للإجلاء من المدنيين والعسكريين من Farther Pomerania. تم ترحيل الألمان الذين تم إجلاؤهم على متن السفن إما في مدن الموانئ الألمانية غرب نهر أودر، أو في الدنمارك، حيث أقيمت معسكرات الاعتقال من قبل الدنماركيين بعد الحرب. في المجموع ما يقرب من 2.2 مليون شخص تم إجلاؤهم بهذه الطريقة.

## سيليسيا

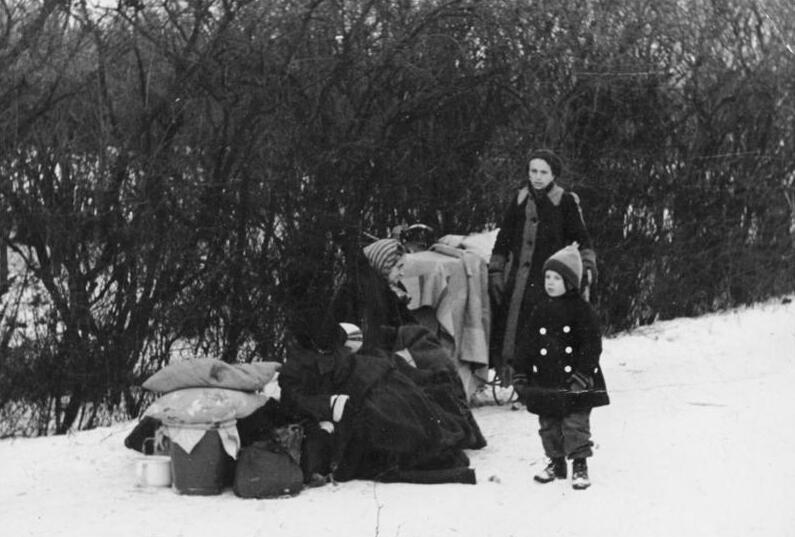
اللاجئون، سيليزيا العليا، يناير 1945

بدأ إخلاء 4.7 مليون من سكان سيليزيا في 19 يناير 1945. تتعلق الأوامر الأولى بكبار السن والنساء والأطفال في سيليزيا العليا.
حوالي 85 ٪ [بحاجة لمصدر] من سيليزيا السفلى السكان أخليت في عام 1945، لأول مرة عبر نهر أودر ثم ساكسونيا أو بوهيميا. [بحاجة لمصدر] ومع ذلك، فإن العديد من Silesians تجاهل أوامر الإخلاء، معتبرا أن معرفتهم البولندية ومصدرها البولندي لن يدخر لهم أهوال من الألمان.
فبراير 1945 اقترب الجيش الأحمر من مدينة بريسلاو (الآن فروتسواف). أعلن غاولايتر كارل هانكه أن مدينة Festung ستقام بأي ثمن. أخيرًا قام هانكه برفع الحظر المفروض على إخلاء النساء والأطفال عندما فات الأوان تقريبًا. خلال عملية الإجلاء سيئة التنظيم في أوائل مارس 1945، تجمد 18000 شخص حتى الموت في العواصف الثلجية الجليدية ودرجة حرارة -20 °C.

## ألمانيا الغربية
تم إجلاء المدنيين في آخن في صيف 1944.